# 米格尔·阿托拉·加列戈
米格尔·阿托拉·加列戈（1923年7月12日—2020年5月26日）是西班牙历史学家和作家。他出名于对西班牙自由主义的研究。

## 经历
加列戈曾在马德里中央大学（现马德里康普顿斯大学）学习文学和哲学。1960年，他成为萨拉曼卡大学西班牙史教授。之后他主要进行对西班牙旧政权向自由资产阶级社会过渡的研究，并出版了一系列著作。1981年，他当选为西班牙皇家历史学院院士。1991年获得阿斯图里亚斯亲王奖。